# Melanips alienus
Melanips alienus är en stekelart som beskrevs av Giraud 1860. Melanips alienus ingår i släktet Melanips, och familjen glattsteklar. Arten är reproducerande i Sverige.